# Algis Jankauskas
Algis Jankauskas (Vilnius, 27 settembre 1982) è un ex calciatore lituano, di ruolo difensore.

## Caratteristiche tecniche
È un difensore centrale.

## Carriera

### Club

#### 1998-2006: gli esordi in patria e l'approdo in Russia
Cresciuto nelle giovanili dello Žalgiris Vilnius, gioca solamente pochi incontri nella seconda squadra tra il 1998 e il 1999 prima di passare al Polonia Vilnius, nella stagione 2000, dove gioca 3 partite nella massima divisione. Nel 2000 ritorna a Vilnius, nuovamente nella squadra riserve dello Žalgiris: nel 2002 viene ceduto nuovamente al Polonia, dove gioca due stagioni nella seconda divisione lituana. Al suo secondo ritorno allo Žalgiris viene inserito in prima squadra, giocando l'ultima parte dell'A Lyga 2003. Jankauskas rimane a Vilnius un altro anno, collezionando 11 presenze e siglando la sua prima rete nella prima divisione lituana. Nell'estate del 2004 la società russa dell'Amkar Perm' acquista le sue prestazioni: il difensore lituano trova poco spazio a Perm', ritagliandosi 7 presenze in due anni di Prem'er-Liga. Nel 2005 viene definitivamente messo nella seconda squadra, con la quale scende in campo in 22 occasioni riuscendo a siglare una marcatura.

#### 2006-2010: Vetra
Nel gennaio del 2006 Jankauskas decide di ritornare in patria accasandosi al Vetra, squadra di Vilnius militante in A Lyga. L'esordio con la nuova maglia arriva alla seconda giornata di campionato, il 15 aprile del 2006 nella sfida contro il Šilutė conclusasi sull'1-1. A fine stagione conta 24 incontri giocati tutti partendo da titolare.
Il 7 aprile del 2007 si apre la nuova stagione calcistica e Jankauskas esordisce da titolare nella prima giornata del torneo contro il Vilnius, incontro finito a reti bianche. Il 22 aprile, durante il quinto turno di campionato, realizza il definitivo 0-3 nella partita contro il Šilutė, siglando la sua prima rete con la maglia del Vetra. In quest'annata colleziona 23 presenze di campionato e 1 rete.
La terza stagione inizia il 29 marzo 2008, Vetra-Atlantas Klaipeda 0-0. Scende in campo 23 volte, come nelle due precedenti stagioni, sempre da titolare. Nel mese di luglio affronta i norvegesi del Viking nel doppio confronto valido per la Coppa UEFA: all'andata i lituani hanno la meglio vincendo di misura per 1-0 ma al ritorno i rivali ribaltano il punteggio, vincendo per 2-0 e passando il turno.
Il 4 aprile del 2009 l'A Lyga comincia con un successo per il Vetra: la compagine di Vilnius infligge un 3-1 all'Atletas Kaunas. Il 14 giugno sigla la sua prima rete stagionale contro il Tauras (1-1). A luglio gioca l'Europa League: la compagine lituana elimina i lussemburghesi del Grevenmacher (6-0) e i finlandesi dell'HJK (2-3, Jankauskas realizza una delle tre reti che consentono ai lituani di compiere la rimonta nella sfida di ritorno) ma si arrendono contro gli inglesi del Fulham (6-0). La stagione si conclude con 27 presenze e 4 reti in campionato, 6 presenze e 1 gol in UEFA Europa League.
Il 20 marzo 2010 ha inizio la quinta ed ultima stagione di Jankauskas con il Vetra: la prima partita di campionato termina 1-1 contro il Klaipėda. Il 30 maggio segna una rete nell'1-3 rifilato al Klaipeda: questo sarà il suo ultimo gol con la divisa del Vetra. Alla sedicesima giornata di campionato il Vetra viene espulso dal torneo e tutti i suoi risultati vengono annullati per problemi finanziari.. Finisce anticipatamente la stagione con il Vetra collezionando 13 gettoni e 1 realizzazione.
Nell'arco delle cinque stagioni totalizza 110 presenze e 6 marcature in campionato e 8 presenze e 1 gol nelle competizioni europee.

#### 2010-: il ritorno allo Žalgiris
Svincolatosi, ritorna allo Žalgiris Vilnius: il 1º agosto debutta contro il Kruoja (1-1) e il 18 agosto mette a segno la sua prima rete con la nuova maglia nella sfida contro l'Atletas Kaunas (0-2). Chiude l'annata con 11 incontri di campionato e 2 reti.
Il 12 marzo del 2011 Jankauskas il torneo 2011 vincendo contro l'FBK Kaunas (3-0). Il 30 ottobre sigla la sua prima rete stagionale contro l'Ekranas (1-2). Conclude la stagione giocando 28 partite di campionato e segnando 1 rete: a differenza delle precedenti stagioni, in questa ha giocato tutti gli incontri da titolare senza mai esser stato sostituito.
Il 10 marzo 2012 vince la prima partita stagionale contro il Banga Gargždai (1-2). Una settimana dopo arriva il primo gol stagionale nel 7-0 inflitto all'Atlantas. Dopo aver eliminato Šiauliai (0-1), Banga (0-0, 5-4 ai calci di rigore) e Sūduva (2-2, regola dei gol fuori casa), il 20 maggio conquista il primo titolo vincendo la Coppa di Lituania: nella finale l'Ekranas si arrende ai rigori per 3-1 dopo lo 0-0 dei tempi regolamentari. In luglio Jankauskas gioca la partita di ritorno contro gli austriaci dell'Admira Wacker, sfida valida per l'Europa League: l'incontro si conclude sul 5-1 per l'Admira Wacker.

### Nazionale
Il 31 maggio del 2008 viene convocato per l'amichevole Lituania-Estonia giocando l'intera partita (1-0).

## Palmarès
- Coppa di Lituania: 2

Žalgiris Vilnius: 2011-2012, 2012-2013
Suduva: 2019
- Campionato lituano: 2

Žalgiris Vilnius: 2013
Suduva: 2018
- Supercoppa di Lituania: 2

Suduva: 2018, 2019